# أزمة الحكومة السويدية 2021

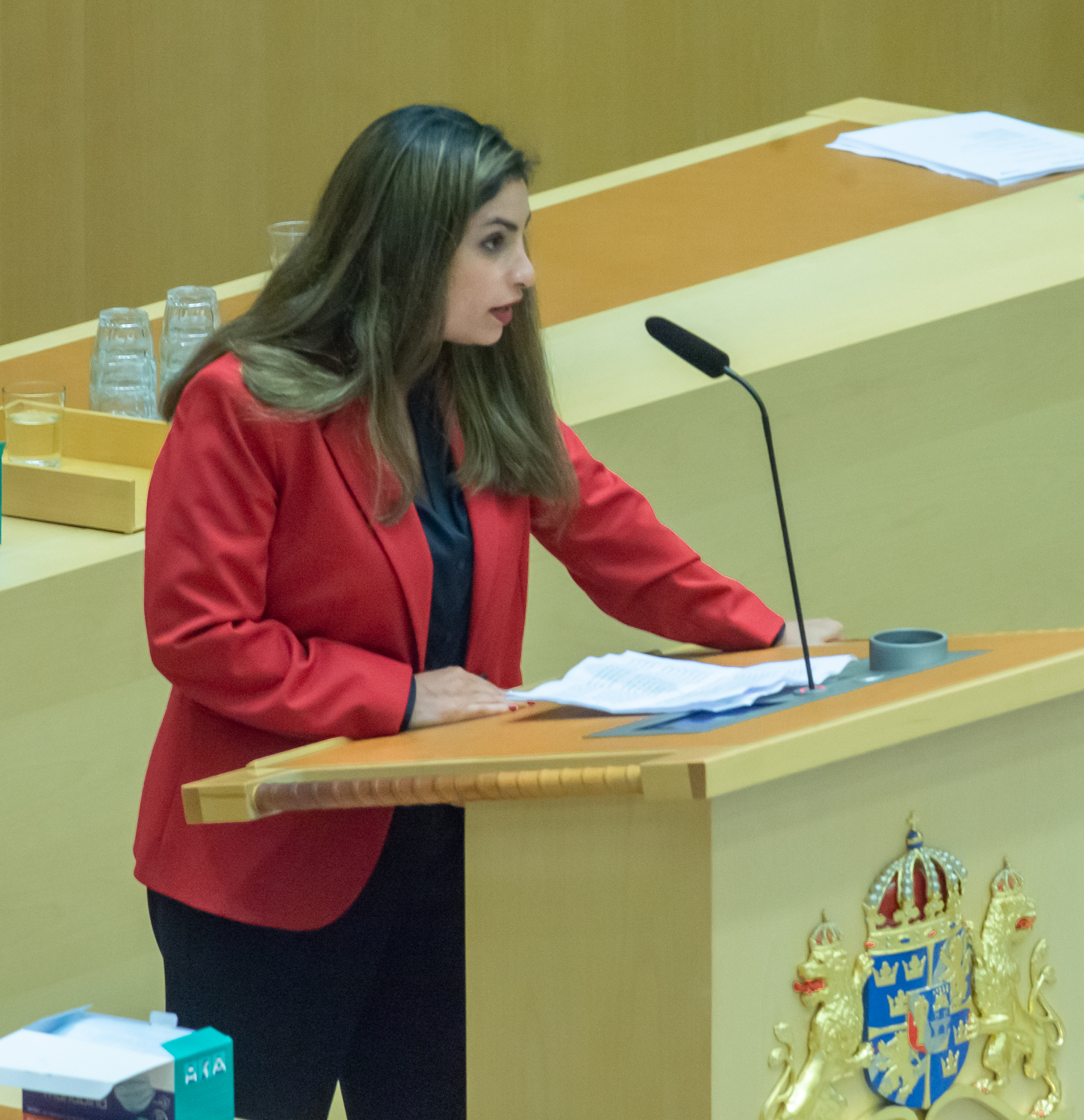
زعيمة الحزب اليساري نوشي دادجوستار تتحدث في البرلمان السويدي في يوم إعادة انتخاب لوفين، 7 يوليو 2021.

أزمة الحكومة السويدية 2021 بدأت أزمة حكومية في 21 يونيو 2021 في السويد بعد أن أطاح البرلمان السويدي برئيس الوزراء ستيفان لوفن بالتصويت بحجب الثقة. كانت هذه هي المرة الأولى في تاريخ السويد التي يُطاح فيها برئيس الوزراء من خلال تصويت بحجب الثقة. في عام 2014 بعد فوزه في الانتخابات العامة تم رفض ميزانية حكومة لوفين من قبل البرلمان السويدي مما تسبب في أزمة حكومية استمرت لما يقرب من شهر كامل. أزمة حكومة 2021 هي الأزمة الحكومية الثانية مع حكومة لوفين.
تمت الدعوة للتصويت في 17 يونيو 2021 من قبل الديمقراطيين السويديين بعد أن سحب حزب اليسار السويدي دعمه لوفين بشأن إصلاحات ضبط الإيجارات التي تعد قضية مهمة لكثير من الناخبين.
بعد أسبوع كان عليه أن يقرر فيه إما الاستقالة أو إعلان انتخابات مبكرة، اختار لوفين الاستقالة في 28 يونيو، مما يعني أن رئيس البرلمان ريكسداغ أندرياس نورلين كلف بإيجاد رئيس وزراء يمكن أن يتسامح معه البرلمان السويدي. في غضون ذلك بقي لوفين في منصب رئيس الوزراء، ولكن فقط كجزء من حكومة انتقالية.
في 7 يوليو أعيد انتخاب ستيفان لوفين من قبل البرلمان السويدي، صوت 173 عضوًا ضده من أصل 175 ضروريًا لمرشح يفشل في مثل هذا التصويت. سيتم تشكيل حكومة لوفين الثالثة رسميًا في 9 يوليو.

## خلفية
بعد الانتخابات العامة السويدية لعام 2018، انضم الحزب الديمقراطي الاجتماعي وحزب الخضر إلى جانب حزب الوسط والحزب الليبرالي لتشكيل اتفاقية يناير. حظيت هذه الاتفاقية بتأييد سلبي من حزب اليسار الذي تم استبعاده من الاتفاقية. ونص الاتفاق على أن الحزب الديمقراطي الاجتماعي وحزب الخضر سيشكلان الحكومة بدعم من حزب الوسط وحزب الليبراليين اللذين سيتبنى بعض برنامجهما السياسي من قبل الحكومة. تتكون اتفاقية يناير من 73 نقطة تتراوح من سياسة الهجرة إلى سياسة الإسكان. عارض حزب اليسار بشدة نقطتين في الاتفاقية، مقترحًا لإصلاح قانون حماية العمالة، ونقطة أخرى من شأنها إدخال إيجارات السوق (أي نهاية التحكم في الإيجارات) للتطورات السكنية المبنية حديثًا، كان الأخير هو السبب الرئيسي لانتفاضة أزمة الحكومة. كانت هاتان النقطتان من شروط أحزاب الوسط والليبراليين أثناء المفاوضات، وليس سياسة الحزب الاشتراكي الديمقراطي أو حزب الخضر. في وقت مبكر من عام 2018 قال زعيم حزب اليسار آنذاك جوناس سيوستيد إنهم لن يترددوا في إعلان تصويت بحجب الثقة عن الحكومة إذا كانوا سيقدمون مشروع قانون بشأن إيجارات السوق، وكان هذا التهديد تكرر عند التصويت لجعل لوفين رئيس الوزراء.
في 8 يونيو 2021 تم الانتهاء من تقرير اللجنة الحكومية بشأن إزالة ضوابط الإيجار عن الشقق المبنية حديثًا وتسليمه إلى الحكومة. في 15 يونيو دعا زعيم حزب اليسار نوشي دادجوستار إلى مؤتمر صحفي وأعطى الحكومة مهلة 48 ساعة لإلغاء القانون المقترح. في 17 يونيو لم تقل الحكومة كلمة واحدة وأعلن دادجوستار أنهم لم يعودوا يثقون في الحكومة. قدم جيمي أوكيسون زعيم حزب الديمقراطيين السويديين دعمه لدادجوستار وبعد ذلك بوقت قصير دعا الديمقراطيون السويديون إلى التصويت لرئيس البرلمان. أعلن كل من زعماء أحزاب المعارضة «الحزب المعتدل» و«الديمقراطيين المسيحيين» أنهما أيضًا لا يثقان في الحكومة القائمة. هذا يعني أنه كانت هناك أغلبية في البرلمان السويدي لا تثق في ستيفان لوفين وكان التصويت الناجح لسحب الثقة وشيكًا.

## التصويت
في 21 يونيو تم التصويت على سحب الثقة وأطاح البرلمان السويدي ستيفان لوفين. بسبب جائحة كوفيد 19 في السويد، سُمح لـ 55 عضوًا فقط من البرلمان السويدي بالمشاركة في التصويت في الغرفة. وفقًا للقوانين الأساسية السويدية يجب أن يكون هناك ما لا يقل عن 175 صوتًا بنعم من أعضاء البرلمان لعزل رئيس الوزراء. لهذا السبب لم يتم تطبيق «القاعدة 55» على هذا التصويت وكان على جميع أعضاء البرلمان السويدي البالغ عددهم 349 أن يكونوا حاضرين للتصويت، ما لم تكن أعراض كوفيد موجودة في ذلك الوقت. تم انتقاد قرار حضور جميع الأعضاء البالغ عددهم 349 عضوًا من قبل شخصيات إعلامية سويدية مما يعني أن هذا التصويت يمكن أن يصبح حدثًا واسع الانتشار لـ كوفيد. تردد بعض أعضاء البرلمان في القرار ووصفوه بأنه «مزعج» و«غير مريح» لوجود خطر طفيف يتمثل في عدم بقاء المرضى في منازلهم أثناء التصويت. قبل التصويت دعا رئيس البرلمان القادة البرلمانيين لكل حزب سويدي لمناقشة كيفية إجراء التصويت. قال يوهان كارلسون المدير العام لوكالة الصحة العامة في السويد إن الإستراتيجية التي تم طرحها كانت مدروسة جيدًا ومعقولة لهذه المناسبة.
كان لدى البرلمان السويدي سابقًا توصية بشأن ارتداء أقنعة الوجه في المبنى، ولكن تم إلغاء هذه التوصية في 14 يونيو ودخلت حيز التنفيذ في 18 يونيو. بالنسبة للتصويت في 21 يونيو تم وضع التوصية موضع التنفيذ مرة أخرى بشكل مؤقت.
تم التصويت في 21 يونيو في تمام الساعة 10:00 صباحًا (بالتوقيت الصيفي لوسط أوروبا)، وصوت غالبية أعضاء البرلمان بنعم على عزل لوفين. كانت هذه هي المرة الأولى التي يفقد فيها رئيس الوزراء السويدي تصويتًا بالثقة في البرلمان السويدي. أعطى هذا لوفين أسبوعًا للاستقالة أو إعلان انتخابات مبكرة.

## ما بعد حجب الثقة
أعلنت آني لوف زعيمة حزب الوسط في 23 يونيو 2021 أنها ستتخلى عن النقطة 44، وهي إصلاحات التحكم في الإيجارات، والتي من شأنها إدخال إيجارات السوق على الشقق المبنية حديثًا. رفض الليبراليون الذين صرحوا سابقًا أنهم سوف يدعمون حكومة ليبرالية جديدة إجراء أي محادثات أخرى مع حزب الوسط بشأن اتفاقية يناير. اعتبارًا من 23 يونيو يكمن الأمل الوحيد لرئيس الوزراء ستيفان لوفين في البقاء كرئيس للوزراء في أيدي السياسيين المستقلين في البرلمان السويدي، إيما كارلسون لوفدال (عضو سابق في الليبراليين) وأمينه كاكابافيه (عضو سابق في حزب اليسار). كلاهما بحاجة للتصويت لستيفان لوفين كرئيس للوزراء في تصويت البرلمان القادم لاحتفاظ لوفين برئاسة الوزراء.
خلال مؤتمر صحفي في 28 يونيو أعلن لوفين أنه سيستقيل، مما يعني أن رئيس البرلمان ريكسداغ أندرياس نورلين سيبدأ عملية العثور على رئيس وزراء يمكن أن يتحمله البرلمان. في غضون ذلك يظل لوفين رئيسًا للوزراء ولكن فقط كجزء من حكومة انتقالية.

### تشكيل الحكومة وإعادة انتخاب لوفين
بدأ رئيس مجلس النواب أندرياس نورلين محادثات تشكيل الحكومة مع قادة الأحزاب في 29 يونيو. في فترة ما بعد الظهر تم تكليف زعيم الحزب المعتدل أولف كريسترسون رسميًا بتشكيل الحكومة ومنحه ثلاثة أيام. في 1 يوليو أبلغ كريسترسون رئيس البرلمان أنه لم يكن هناك دعم كافٍ في البرلمان لتشكيلته الحكومية المقترحة، إحداها تتكون من حزبه المعتدل والديموقراطيين المسيحيين والديموقراطيين السويديين والليبراليين. في نفس اليوم أعطى رئيس مجلس النواب ستيفان لوفين حتى 5 يوليو لإيجاد ائتلاف حكومي مقبول. يمكن لرئيس مجلس النواب اقتراح مرشح لرئاسة الوزراء أربع مرات قبل إجراء انتخابات مبكرة بشكل تلقائي.
في 7 يوليو أعيد انتخاب ستيفان لوفين من قبل البرلمان السويدي، صوت 173 عضوًا ضده من أصل 175 ضروريًا لمرشح يفشل في مثل هذا التصويت. سيتم تشكيل حكومة لوفين الثالثة رسميًا في 9 يوليو.